# Lophorhinus
Lophorhinus este un gen dispărut de biarmosuchian din ordinul terapsidelor, care face parte din clada Burnetiamorpha. Specia tip a acestuia, Lophorhinus willodenensis, a fost denumită și clasificată în anul 2007. Exemplarul holotip (SAM-PK-K6655) a fost descoperit în stratele grupului Beaufort din Africa de Sud, datând din permianul târziu. Fosila constă din jumătatea anterioară a unui craniu, fără mandibulă și cu palatinul fragmentar.

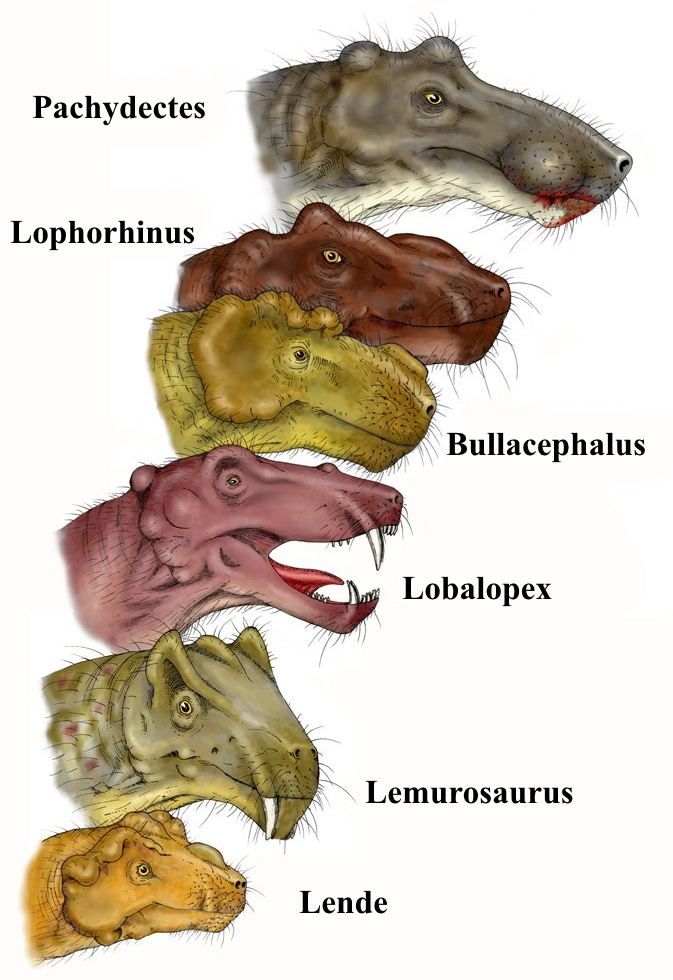
Lophorhinus (al doilea de sus)
comparat cu rudele sale din clada Burnetiamorpha

Denumirea științifică a genului provine din limba greacă veche și este formată din cuvintele lophos (λόφος, însemnând „creastă”) și rhis, rhinos (ῥίς, ῥινός, însemnând „nas”), iar denumirea speciei provinei de la numele fermei Willodene, unde a fost descoperită fosila.
Dimensiunile craniului (aproximativ 25 cm) sugerează că lungimea animalului căruia i-a aparținut atingea probabil în jur de 1,5 m.